# Bungotakada
Bungotakada (豊後高田市 -shi) é uma cidade japonesa localizada na província de Oita.
Em 2003 a cidade tinha uma população estimada em 18 239 habitantes e uma densidade populacional de 146,42 h/km². Tem uma área total de 124,57 km².
Recebeu o estatuto de cidade a 31 de Maio de 1954.